# Особняк Аверьяновых
Особняк Аверьяновых — памятник архитектуры. Расположен в Уфе, современный адрес дома — улица Октябрьской Революции, 51.
Одноэтажный дом был построен в начале XX века. Всё время существования здание использовалось как жилое.
С дворовой части памятник на 2022 год искажён современными пристройками, в частности, двухэтажным объёмом. Бревенчатое здание стоит на кирпичном цоколе, углы и места врубок украшены филенчатыми наборными пилястрами, окна прямоугольные, с накладными наличниками. По сторонам двери расположены пилястры, дверной наличник сделан в том же стиле, что и оконные. В антаблементе расположен архитрав с парными кронштейнами, широкий фриз с резьбой с растительными мотивами, карниз с дентикулами и подзором. У здания вальмовая крыша по деревянным стропилам и фальцевая кровля.
В 2019 году здание получило статус объекта культурного наследия муниципального значения, в 2023 году стало объектом культурного наследия регионального значения.